# Radiotélescope sphérique de cinq cents mètres d'ouverture
FAST
Pour les articles homonymes, voir FAST.
Le radiotélescope sphérique de cinq cents mètres d'ouverture (chinois traditionnel : 五百米口徑球面射電望遠鏡 ; chinois simplifié : 五百米口径球面射电望远镜 ; pinyin : Wǔbǎi mǐ kǒujìng qiúmiàn shèdiàn wàngyuǎnjìng), abrégé en anglais FAST pour Five-hundred-meter Aperture Spherical Radio Telescope, est un radiotélescope construit dans un bassin naturel du comté de Pingtang, dans le Guizhou, au sud-ouest de la Chine. Il est le deuxième plus grand radiotélescope au monde après le RATAN-600 en Russie, et le plus grand radiotélescope à un seul appareil, avec une sensibilité égale à environ trois fois celle du radiotélescope d'Arecibo.

## Historique

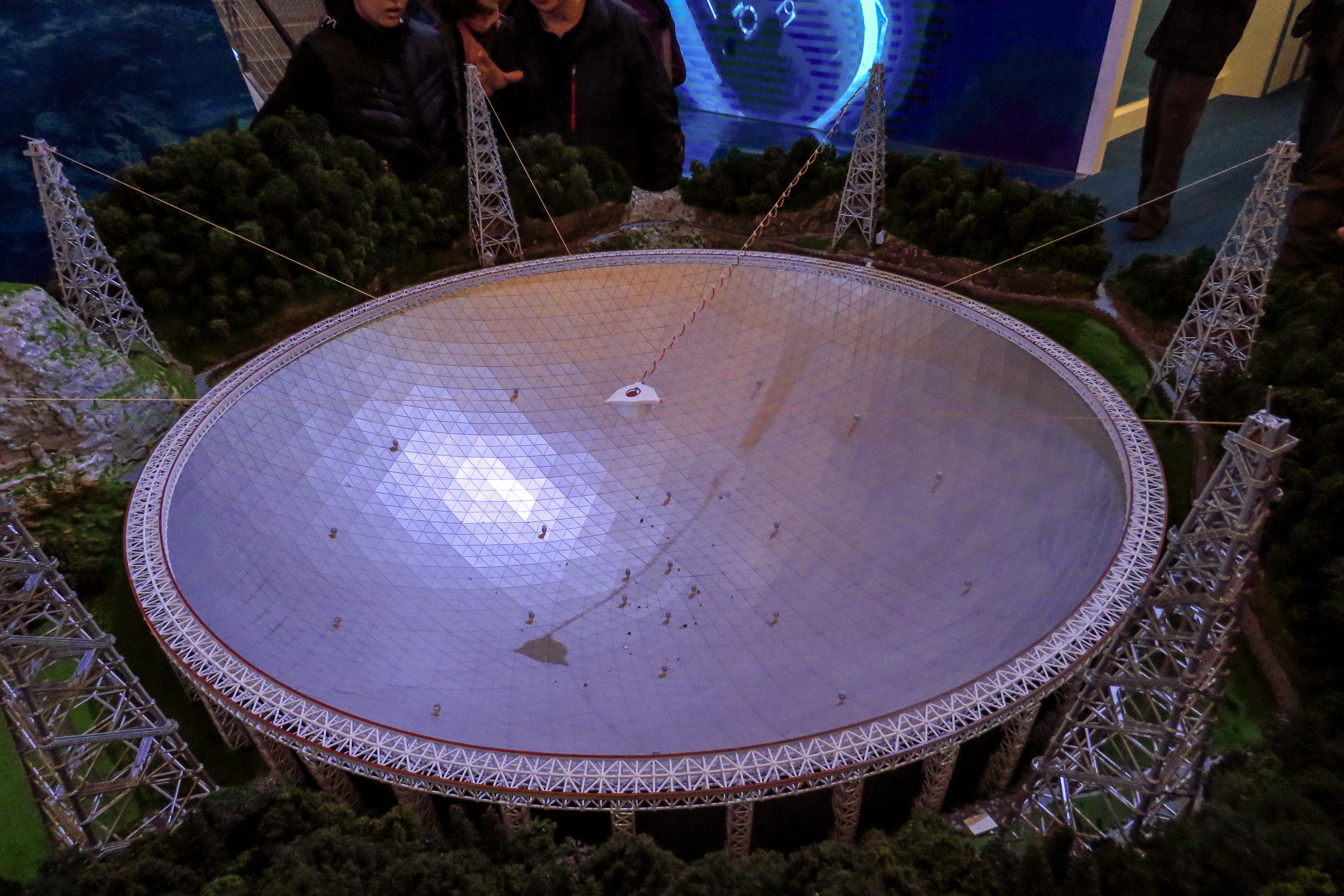
Maquette du FAST exposé en 2017.

FAST est, à l'origine, la contribution chinoise au projet du radiotélescope interférométrique Square Kilometre Array (SKA) (à l'époque dénommé Large Telescope ou LT) proposé par des astronomes de 10 pays dont la Chine au cours de l'assemblée générale de l'Union radio-scientifique internationale de 1993. Le projet chinois FAST est proposé en 1994. Le projet prévoit la réalisation de ce radiotélescope dans un gouffre karstique de la province de Guizhou,. Une conférence internationale qui se tient à Pékin en mars 2006 valide le projet sur le plan scientifique et technologique. Le budget alloué au projet, 700 millions de yuans, est débloqué par la Commission du développement national et de la réforme chinoise en juillet 2007 et les travaux débutent sur le site fin 2008. La durée de la construction est estimée, à l'époque, à 5,5 années et la mise en service est planifiée en 2016. La construction débute en mars 2011,. Le chantier s'achève le 3 juillet 2016,,. Le coût final est de 1,2 milliard de yuans (165 millions d'euros). Le directeur scientifique du projet est Nan Rendong (en), chercheur aux Observatoires astronomiques nationaux (en) de l'Académie chinoise des sciences.
Son inauguration et sa mise en service ont lieu le 25 septembre 2016. Fin avril 2018, l'instrument est toujours en phase de test et le reste jusqu'à ce que ses performances atteignent les valeurs prévues. Il devient alors un instrument de recherche national. À l'issue de cette phase, pendant laquelle son usage est réservé aux scientifiques chinois, il s'ouvre à la communauté scientifique internationale en octobre 2019.

## Site
FAST est construit près du village de Dawodang à 170 km par la route de Guiyang, capitale de la province de Guizhou située dans le sud-ouest de la Chine. La région, montagneuse avec une altitude moyenne de 1 000 mètres, est restée longtemps pauvre et mal reliée au reste du pays. Le radiotélescope occupe une cuvette karstique d'un diamètre de 800 mètres dont le sol assure un drainage naturel. Le site a été choisi parce que la géométrie de la vallée est proche de la forme nécessaire pour y installer le réflecteur et devait permettre de réduire le volume des terrassements à un million de m³. Parmi les autres avantages du site figuraient la latitude relativement basse (26° Nord), le climat doux (température moyenne de 15 °C, quelques jours de gel et de neige par an) permettant de limiter les coûts de maintenance, l'absence d'inondations et une sismicité réduite d'après l'historique disponible.
D'autre part, la densité de peuplement réduite des environs limite les interférences radio, cependant, environ 9 000 personnes habitant dans un rayon de cinq kilomètres autour du site ont été déplacées en 2016. Les déplacés reçoivent 12 000 yuans (environ 1 650 euros) de dédommagement.
L'éloignement du site conjugué à la problématique de l'indépendance des recherches, au manque de radioastronomes qualifiés et aux salaires relativement faibles en Chine conduisent initialement à des difficultés de recrutement, en particulier concernant le poste de directeur chargé du volet scientifique,.
Le pont de Pingtang, qui supporte l'autoroute reliant Luodian à Pingtang, a été ouvert à la circulation le 30 décembre 2019, ce qui réduit le temps de trajet entre Pingtang et Luodian de plus de deux heures et demie à environ une heure et devrait donc améliorer l'accès au radiotéléscope.

## Caractéristiques techniques
La conception de FAST reprend les principes du radiotélescope d'Arecibo avec un réflecteur fixe de très grande dimension utilisant une cuvette naturelle mais en introduisant trois améliorations majeures :
- la cuvette permet au réflecteur d'atteindre un diamètre de 500 mètres (contre 300 mètres pour Arecibo) tandis que sa géométrie permet de pointer le radiotélescope à 40° du zénith ;
- la surface du réflecteur est déformable pour corriger l'aberration de sphéricité ce qui permet d'obtenir une polarisation complète et d'observer une large bande spectrale sans système de réception complexe ;
- la cabine focale supportant les antennes est positionnée à l'aide de câbles et de servomécanismes et dispose d'un système complémentaire permettant un positionnement très précis.

### Réflecteur

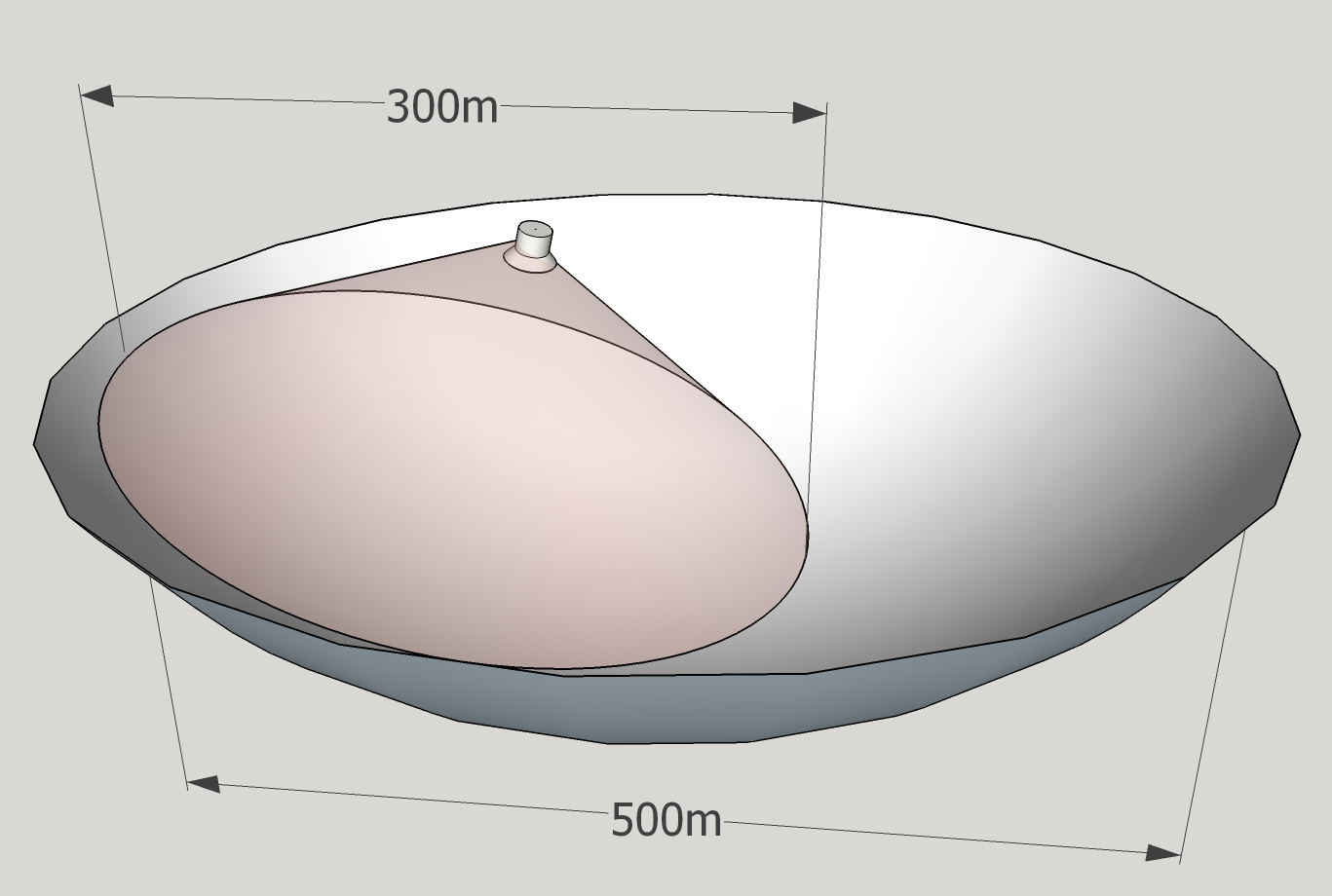
Schéma montrant le diamètre efficace (300 mètres) du réflecteur, les contours de celui-ci et la position de la cabine focale.

Le réflecteur est formé par 4 450 panneaux triangulaires constitués d'une armature métallique recouverte d'un revêtement en aluminium jouant le rôle de surface réfléchissante. Les panneaux sont fixés à un réseau de câbles se croisant de manière orthogonale et suspendus à un anneau de 500 mètres de diamètre. Les nœuds du réseau de câbles se trouvent aux intersections des panneaux. Ceux ci sont fixés au sommet d'une pièce métallique tenue par ailleurs par 6 câbles du réseau et reliée au sol par un septième câble vertical dont la tension est ajustable. Ce dernier dispositif permet d'adapter la forme du réflecteur. Celui-ci a un diamètre efficace de 300 mètres ,. La superficie du réflecteur atteint environ 196 000 mètres carrés.

### Cabine focale
Le réflecteur renvoie le rayonnement électromagnétique vers la cabine focale sur laquelle sont fixées les antennes qui collectent le rayonnement électromagnétique. Celle-ci est suspendue au-dessus du réflecteur à l'aide de 6 câbles dont la longueur atteint environ 1 kilomètre. Ceux-ci passent par des poulies situées au sommet de tours métalliques dominant le radiotélescope d'une centaine de mètres et situées à la périphérie de celui-ci et sont ancrés au sol par l'intermédiaire de cabestans qui permettent d'effectuer un premier positionnement. La cabine focale d'un diamètre d'environ 10 mètres comprend une partie articulée qui permet de positionner les antennes avec une précision de 10 millimètres et de modifier l'orientation de celles-ci.

## Performances
FAST est le deuxième plus grand radiotélescope au monde après le RATAN-600 en Russie et le plus grand radiotélescope à un seul appareil, avec une sensibilité égale à environ trois fois celle du radiotélescope d'Arecibo. FAST permet d'observer les fréquences radio comprises entre 70 MHz et 3 GHz. Il est prévu de faire passer la borne supérieure à 8 GHz. Le réflecteur fixe a une ouverture de 500 mètres et un rayon d'environ 300 mètres. Le réflecteur mobile donne une latitude de pointage par rapport au zénith de +/- 40° ce qui permet de suivre l'objet observé durant 4 à 6 heures. La modification du pointage est effectuée en moins de 10 minutes et sa précision est de 8 secondes d'arc. Les autres paramètres sont :
- Ouverture (f/D) : 0,4665
- Résolution angulaire : 2,9 minutes d'arcs
- Sensibilité en bande L : A/T ~ 2 000
- Température du système : ~ 20 K.

Fin 2019, il enregistre 38 Go/s de données qu'il faut ensuite transformer pour analyse. Ce flux important fait qu'il faut dégrader les données pour les enregistrer et se laisser une chance de les analyser plusieurs fois. Le jeu de données est d'abord réduit à 200 Pétaoctets/an, avant de faire d'autres concessions sur les données et d'obtenir un volume de 12 Pétaoctets/an.

### Antennes
À la date de mise en service du radiotélescope, celui-ci dispose de 9 antennes couvrant la plage de fréquences comprise entre 70 MHz et 3 GHz. Ces équipements ont été construits avec la coopération d'autres pays. Fin 2019, dix-neuf antennes sont en place.
| Identifiant | fréquence (MHz) | Polarisation | Faisceaux | Fréquence intermédiaire | Gain (dB) | Température totale du système |
| ----------- | --------------- | ------------ | --------- | ----------------------- | --------- | ----------------------------- |
| B01         | 70-140          | Circulaire   | 1         | 300-370                 | 71        | <100                          |
| B02         | 140-280         | Circulaire   | 1         | 300-440                 | 72        | <80                           |
| B03         | 280-560         | Circulaire   | 1         | 300-580                 | 73        | <40                           |
| B04         | 560-1020        | Circulaire   | 1         | 70-530                  | 75        | <10                           |
| B05         | 320-334         | Circulaire   | 1         | 70-84                   | 85        | <40                           |
| B06         | 550-640         | Circulaire   | 1         | 300-390                 | 82        | <10                           |
| B07         | 1150-1720       | Circulaire   | 1         | 70-640                  | 78        | <10                           |
| B08         | 1230-1530       | Rectiligne   | 19        | 300-600                 | 80        | <10                           |
| B09         | 2000-3000       | Circulaire   | 1         | 70-1070                 | 75        | <10                           |

## Objectifs scientifiques
Les principaux objectifs scientifiques sont :
- la détermination de la distribution de l'hydrogène neutre dans l'univers proche qui doit permettre de préciser les caractéristiques de la matière noire[24] ;
- le recensement des pulsars de la galaxie dont environ 2 000 ont été découverts jusque-là, ce qui représente selon les calculs théoriques seulement 3 % du nombre total[25] ;
- la participation à la réalisation de l'interférométre à très longue base (VLBI, international very long baseline interferometry) qui doit comprendre également l'EVN européen, le VLBA américain et l'APT australien[26] ;
- la détection d'espèces chimiques interstellaires dont OH, CH3OH et 12 autres molécules[27] ;
- la détection de signaux de civilisations extraterrestres (SETI)[28],[29].

## Résultats
Les deux premières découvertes de FAST sont les deux pulsars PSR J1859-01 et PSR J1931-01. Fin avril 2018 le radiotélescope a découvert plus de 20 pulsars.